# Under My Skin (film)
Under My Skin is een Amerikaanse dramafilm uit 1950 onder regie van Jean Negulesco. Het scenario is gebaseerd op de novelle My Old Man (1923) van de Amerikaanse auteur Ernest Hemingway. Destijds werd de film in Nederland uitgebracht onder de titel Liefde aan de Seine.

## Verhaal
De Amerikaanse jockey Danny Arnold vlucht samen met zijn zoon Joe naar Italië, nadat hij de gokker Louis Bork heeft bedrogen. Hij krijgt op bezoek in Frankrijk een verhouding met een nachtclubzangeres en dresseert er een ontembaar renpaard. Wanneer Bork vervolgens weer opduikt, dwingt hij Danny om te verliezen met zijn paard. 

## Rolverdeling
| Acteur           | Personage      |
| ---------------- | -------------- |
| John Garfield    | Dan Butler     |
| Micheline Presle | Paule Manet    |
| Luther Adler     | Louis Bork     |
| Orley Lindgren   | Joe Butler     |
| Noel Drayton     | George Gardner |